# Margaretha Roosenboom
Margaretha Roosenboom (la Haia, 24 d'octubre de 1843 - Voorburg, 26 de desembre de 1896), fou una pintora neerlandesa del segle xix.

## Biografia
Era filla de Nicolas Roosenboom i Maria Schelfhout. Va ser alumna del seu pare a Brussel·les on va créixer, el 1867 es va traslladar a la Haia per aprendre pintura d'aquarel·la amb el seu avi Andreas Schelfhout. Va ser una nena prodigi que va mostrar el seu treball en el Pulchri Studio a l'edat de 16 anys, encara que va ser membre a partir de 1878. El 1887 es va traslladar a viure amb la seva cosina Maria Henrietta Catherina van Wielik, que estava casada amb el pintor Johannes Gijsbert Vogel. Quan la seva cosina va morir el 1892 va contreure matrimoni amb Vogel al mateix any a Voorburg.
Va enviar el seu treball a exposicions estrangeres i va guanyar premis a la Exposición Universal de Viena (1873), a l'Exposició Universal de Chicago (1893), i a la Fira mundial d'Atlanta el 1895.
Va signar els seus treballs com «Marguerite» i és coneguda principalment pels seus bodegons de fruita i flors. Va tenir bastants alumnes femenines, incloent a Adrienne van Hogendorp-s' Jacob, que va mostrar també algunes obres a Chicago l'any 1893. Va morir a Voorburg relativament jove per les ferides sofertes en una caiguda.